# Nowhere (2022)
Nowhere is een Belgische film uit 2022, geschreven en geregisseerd door Peter Monsaert. 

## Verhaal
Voormalig vrachtwagenchauffeur André verliest als job na een agressief incident zijn werk en knapt vervolgens als vijfenvijftigjarige een wegrestaurant op een afgelegen locatie op. Wanneer de dakloze tiener Thierry poogt in te breken in het restaurant, is André helemaal overstuur. Hij luistert naar het verhaal van Thierry, en besluit samen met hem op zoek te gaan naar diens familie. De gezamenlijke roadtrip brengt hen dichter bij mekaar en een vriendschap tussen André en Thierry groeit. De reis blijkt ook helend voor André's verleden.

## Rolverdeling
| Acteur            | Personage |
| ----------------- | --------- |
| Koen De Bouw      | André     |
| Noa Tambwe Kabati | Thierry   |
| Sebastien Dewaele | Nico      |
| Ruth Becquart     | Sandra    |
| Karlijn Sileghem  | Marian    |
| Sofie Decleir     |           |

## Release en ontvangst
Nowhere ging op 4 maart 2022 in première als openingsfilm van het Filmfestival Oostende en was vanaf 6 maart te zien in de bioscoopzalen. De film werd genomineerd voor prijzen bij de Ensors 2023 en de Magritte du cinéma 2023.

## Prijzen en nominaties
De belangrijkste:
| Jaar | Prijs              | Categorie           | Genomineerde(n)    | Uitslag     |
| ---- | ------------------ | ------------------- | ------------------ | ----------- |
| 2023 | Magritte du cinéma | Beste Vlaamse film  | Beste Vlaamse film | Genomineerd |
| 2023 | Ensors             | Beste film          | Beste film         | Genomineerd |
| 2023 | Ensors             | Beste regie film    | Peter Monsaert     | Genomineerd |
| 2023 | Ensors             | Beste hoofdrol film | Koen De Bouw       | Genomineerd |
| 2023 | Ensors             | Beste scenario film | Peter Monsaert     | Genomineerd |